# 中村義
中村 義（なかむら ただし、1929年7月2日 - 2008年4月19日）は、日本の歴史学者。

## 経歴
1929年、東京で生まれた。東京教育大学文学部東洋史学科で学び、1953年に卒業。同大学大学院に進学し、1955年に修士課程を修了。
1969年、東京学芸大学助教授に就き、後に教授昇格。1977年、学位論文『辛亥革命の研究：湖南省を中心にして』を東京教育大学に提出して文学博士号を取得。1994年に東京学芸大学を定年退官し、名誉教授となった。その後は二松学舎大学教授をつとめた。2008年4月19日、出血性胃潰瘍のため死去。

## 研究内容・業績
専門は中国近代史。

## 著作
著書
- 『辛亥革命史研究』未来社 1979[4]
- 『白岩龍平日記 アジア主義実業家の生涯』研文出版 1999
- 『川柳のなかの中国 日露戦争からアジア・太平洋戦争まで』岩波書店 2007

共編著
- 『世界人名辞典 東洋編 新版』河部利夫共編、東京堂出版 1973
- 『世界史 (難問題の系統とその解き方)』綱川政則共著、教育社 1978
- 『新しい東アジア像の研究』編、三省堂 1995
- 『近代日中関係史人名辞典』藤井昇三・久保田文次・陶徳民・町泉寿郎・川邉雄大共編、東京堂出版 2010